# 袁國勇
袁國勇，GBS，JP（1956年12月30日—），原籍廣東廣州，是香港病理學專科醫生，傳染病學權威專家，曾於2003年成為全球第一個確認SARS是由冠狀病毒造成的學者，並於2004年獲香港政府頒發銀紫荊星章，後再於2018年獲香港政府頒發金紫荊星章，現為香港大學醫學院微生物學系講座教授，中國工程院院士，國家衛健委高級別專家組成員，香港政府防疫專家顧問團成員。

## 生平
袁國勇是一名基督教新教徒，曾任港大校委會成員。早年就讀西環崇仁學校（幼稚園、1962年畢業）及皇仁書院，與前食物及衞生局局長高永文為同班同學。1981年於香港大學醫學院畢業，其後在基督教聯合醫院擔任醫生六年。1987年開始在瑪麗醫院進行微生物學研究。1989年進入香港大學微生物系工作。他曾是首位確認SARS是由冠狀病毒，而不是其他的衣原體或其他病因形成的學者。袁國勇認為病毒可源自果子狸等野生動物。他曾被譽為「抗SARS英雄」。2004年，他獲香港特別行政區政府頒授「銀紫荊星章」以表彰他對抗沙士病毒的努力。
袁國勇已發表論文1000多篇，評估研究人員的學術產出數量與學術產出水平的H指數超過100，論文引用次數超過15,000次，是在冠狀病毒研究方面發表論文最多的20位作者中的佼佼者。在過去的20年中，他發現了超過100多種新病毒，細菌，真菌和寄生蟲。
過去他在香港遇上不明病毒或醫療事故時，經常被任命為專家小組主席，並被視為前食物及衞生局局長周一嶽的親信。
2015年7月31日，袁國勇以「一名科學家，無受過政治訓練」為由主動辭去香港大學校委會會員一職，認為近三年的香港進入分裂及撕裂狀態，政治事件令港大每況愈下，無力帶領港大走出困局，並稱「不如回去搞傳染病、搞毛黴菌好過」。
過去袁國勇領導的香港大學微生物學系團隊，發現藥物AM580可作為廣譜抗病毒藥物，並能對付多種病毒，包括MERS、SARS病毒、H1N1、H7N9、寨卡病毒、EV71腸病毒等。

## 2019冠狀病毒病疫情
2019年12月31日袁國勇呼籲香港政府因應2019冠状病毒病爆發提升監察，當遇到病人出現急性發燒及呼吸道感染癥狀，肺部X光片亦顯示有肺炎，並應即時為從中国内地回來、尤其曾到過武漢的街市的人進行測試、給予口罩，若找不到病因，應立即隔離，直至病人痊癒或找到原因。同日傍晚，袁國勇出席食物及衞生局記者會時表示，有理由相信今次是類似禽流感及非典型肺炎的新發性傳染病，並稱其時不論內地或香港在通報及感染控制方面都比起2003年好，但是提醒市民必需提高警覺。袁國勇亦對疫情作出多種預測，但卻受政界人士質疑。

#### 疑被冒名發假冒短訊
2020年1月7日網上流傳一則假冒來自袁國勇的短訊，聲稱袁已知道最新病毒的品種，並引述「衛生局」建議多飲水來預防流感。袁國勇隨後澄清短訊非由他發出。

#### SARS-CoV-2病毒基因圖譜
2020年1月9日袁國勇稱如内地科學家給予SARS-CoV-2病毒的基因圖譜，數日內可訂新基因測試。他表示由於是中国内地的資料，需要禮貌地等候內地提供，不可以強迫對方提供，並指要尊重一國、亦尊重兩制的差異。結果，在內地官方機構對外發布前，一批內地專家於1月11日在網站virological.org上載SARS-CoV-2病毒初步基因組排序。

#### 認為新冠狀病毒不會人傳人
2020年1月9日袁國勇接受電台訪問，以禽流感和SARS為例，稱超過99%的禽流感是從動物傳染到人類，只有曾到過濕街市、接觸活家禽的人才會感染禽流感，無資料顯示新冠狀病毒有人傳人迹象，並預料料春運人傳人風險低。

#### 訪武漢觀察疫情
2020年1月20日，袁國勇以國家衛生健康委員會高級專家組成員身份到武漢觀察了解COVID-19疫情及檢視防控措施，專家組組長為鍾南山。1月21日，袁國勇表示過去兩日曾到武漢的醫院，並到北京向領導人匯報所見，完全不覺得內地隱瞞疫情，他自己並沒有被要求「講輕啲」，亦沒有「有咩唔講得」（有什麼不能說）的情況。

#### 香港特區政府專家顧問團
2020年1月25日，香港行政長官林鄭月娥宣布委任專家顧問團，共有四位屬於公共衞生、傳染病學和臨床經驗豐富的專家，包括梁卓偉、福田敬二、袁國勇及許樹昌。顧問團可以直接將最新情況向特首作出匯報，及將建議直接向特首反映。

#### 封關及醫護罷工
2020年1月25日，行政長官記者會上梁卓偉指出當天早上與袁國勇、許樹昌、福田敬二等三位專家商談，三位專家持同一意見，封關並非「正確、可行」的策略。
2020年1月26日，袁國勇接受電台訪問時卻表示不反對封關，惟指會有內地人飛往外地後來港，再轉回內地，他關注封關的成效。
2020年1月29日，就政府於2020年1月30日起關閉部分口岸，袁國勇表示最理想是農曆新年前已阻止內地人來港，不過現實是最佳時機已經過去。新春期間有二、三十萬人到內地，回港人潮可能會輸入更多患者到港。他批評，政府在疫症出現之初，決策具前瞻性，但出現首宗確診病例之後，決策就跟不上來。對於有醫護醞釀罷工，袁國勇說，醫護人員不是「怕死」，而是認為若未能阻止疫症在香港蔓延，醫療系統是無法承擔的。
2020年2月1日，袁國勇接受電台訪問回應醫護醞釀罷工時指不應站在道德高地指責醫護，認為前線醫護心中有很多積怨。同時，他指「政府有政府的困難，我也不清楚」，他亦呼籲政府將關口人流減至最低，無論任何人如無必要原因不應進出關口，指港人北上後再回港時有機會將病毒帶回香港。另外對有病人謊報行蹤，他直指是完全不可以接受。
然而，曾指封關未必有效的袁國勇，卻於2020年4月，批評香港政府防疫措施欠缺前膽性，過於樂觀，「唔見棺材唔流眼淚」，其後又於短時間內道歉，表示自己用字過激。

#### 批評中国人陋習
2020年3月18日，袁國勇及同系名譽助理教授龍振邦在《明報》上撰文，批評指SARS-CoV-2病毒由美國傳入的說法毫無實證，又指中國人是劣質文化之產物，為滿足慾望繼續吃野味，濫吃濫捕野生動物、不人道對待動物和尊重他們的生命、「中國人陋習劣根才是病毒之源」，也指大家已忘記17年前的教訓，同時文中又以中華民國稱呼臺灣。但到同日深夜，袁國勇及龍振邦以終身追求科學真理，不了解政治，也無意捲入政治為理由撤回文章並致歉。該文章的第一作者龍振邦曾為2016年民主300+「真普選醫生聯盟」當選的選舉委員會委員，而有師徒關係的袁國勇僅為第二作者。同日，袁國勇接受深圳衞視專訪，指自己作為一個科學家，最重要是先面對真相，他沒有再提「劣根性」等字眼，又指文章「被誤解、被罵」。他承認「開頭有做得不好的地方」，但中外都有做得不好的地方，應互相學習。他稱非常有信心內地成功抗疫，但阻止病毒源頭方面仍然薄弱，衞生制度和檢疫尚未完善。
袁國勇其後接受媒體專訪，指面對批評及輿論壓力「梗有少少激氣」，惟個人榮辱「不算什麼」，因為「最終香港是否死最少人、經濟損害最少，醫院運作能否如常，市民利益生命財產是否得到保障，這才是最重要。」。

#### 估算香港SARS-CoV-2感染人數為140萬
2020年2月6日，袁國勇稱SARS-CoV-2病毒傳染性高，他估計全港有140萬人感染，並說該估算有科學基礎。他在訪問中聲稱「我絕對不覺得我所説的誇張」
他當時指出，如果香港特區不採取任何良好的控制措施，就如6個月後紐約的情況相似（紐約在人口密度等方面都與香港相近），即是香港20%的人口（140萬）會受到感染，即使只有1%的死亡率，也會有14000人死亡。如果袁國勇沒有說過這些，香港特區可能不會採取這些措施，全賴執行這些措施使香港COVID-19的病例數比美國和英國低很多。

#### 袁國勇團隊正在研發流感SARS-CoV-2病毒兩用疫苗
2020年1月28日，在中國中國工程院院士李蘭娟宣布成功從病人樣本中分離SARS-CoV-2病毒，可用於製作疫苗。袁國勇隨即指出，港大研發的疫苗可以用以對抗流感和SARS-CoV-2病毒，有關兩用疫苗是噴鼻式，接種方便。他又說，學系從本港首名確診病人取得有關標本後，兩日前種出有關病毒，可用於動物實驗，如果成功，希望之後可於病人身上進行臨床研究。2020年9月9日，該疫苗獲中國國家藥品監管局批准開展臨床試驗，並將進入第一期臨床測試。
另外，香港理工大學，澳門理工學院和內地院校於2020年8月3日宣布其研發的疫苗已完成動物測試並取得正面效果。研究團隊成員之一，理大應用生物及化學科技學系客座教授劉耀南表示，下階段會進行人體臨牀試驗。

#### 袁國勇研究團隊成功發現口罩可防止SARS-CoV-2病毒入侵
2020年5月17日，袁國勇科研團隊發現戴口罩有效降低新型冠狀病毒傳播率，團隊以金黃敘利亞倉鼠試驗，模擬空氣傳播環境，以口罩分隔健康和已受感染的倉鼠。結果顯示，無口罩分隔的倉鼠，感染率是66.7%；有外科口罩分隔，倉鼠感染率會降至25%；如果單用外科口罩分隔已接受病毒感染的倉鼠，無病毒倉鼠的感染率，更顯著降低至16.7%。
另外，亦可參考有關口罩防止其他病毒的研究，2004年香港中文大學劉德輝教授團隊分析了香港SARS時期患者及其家屬的數據，發現在公眾場所使用口罩可有效減低感染病毒的風險。
香港大學的醫科學系團隊2008年有一份研究，研究了407名流感病人，他們的家人被分類為「口罩組」、「口罩及手部衛生組」及「兩樣均沒有」的組別作對照，結果發現，如果在家人出現病症後36小時實行手部清潔及戴口罩等措施，似乎有助阻止在家庭內傳播流感。

#### 就防疫措施鬆緊立場不定
2020年5月，袁國勇接受電台訪問時表示，香港港疫情放緩，有條件放鬆防疫措施，隨着疫情發展，防疫措施亦可以時鬆時緊。2020年7月，袁國勇認為香港不可能完全停止社交及經濟活動，只要做足風險管理及防疫措施，並控制好所有「高危點」，包括規定進場市民必須戴口罩及不准飲食，每次接觸書本前後，都用酒精搓手等，就可以如常可以照常舉行書展。
然而，在2020年8月，袁國勇在電台上批評香港政府及市民，指政府6月放寬防疫措施，市民鬆懈，街上人頭湧湧，直言明顯是很大錯誤，導致其後感染數字上升。

#### 就中國有否隱暪疫情立場不定
袁國勇在2020年1月21日接受香港電台訪問時稱“不認為內地有隱暪疫情”，他自己亦沒有被要求「有咩唔講得（不能夠講特定的事情）」
然而在2020年7月27日，英國廣播公司節目《BBC Panorama》播出港大微生物學系講座教授袁國勇訪問，他稱瘟疫源頭武漢華南海鮮市場在爆發疫症後或已被武漢官員掩藏及清洗，稱「犯罪現場已被干擾」，故無法追尋病毒傳播證據。同時懷疑武漢當地做了些掩藏工夫。不過訪問片段在一日後已經下架，網站只保留文字版本訪問内容。

#### 「睇定啲先好打新冠疫苗」
2020年5月，袁國勇接受電視節目訪問時表示，希望請大家知道，疫苗必須要有效而且必須安全，所以即使有疫苖出現，自己不會即時接種，會等到疫苗接種後某個時間，了解可能發生的副作用再作決定。其後，他又表示希望使用由香港大學研發的噴鼻式疫苗。然而在香港進行接種計劃不到三個月，袁國勇親自為自己注射新冠疫苗復必泰。

#### 倡推行不打針不能上班上學政策
曾經表示不會即時接種疫苗的袁國勇，在2021年12月28日，袁先後撰文及在電台節目表示香港防疫必須反客為主，清零只是防守，推高接種率才是進攻，當立法強制接種疫苗在香港社會必遇反彈下，實行疫苗護照是較適合方法。他直言，2022年3月前就需推出疫苗護照，當不打針不能上班上學，接種率有機會超過九成。如接種率超過九成，就可準備與低風險地區通關。如要求市民於明年三月前要完成接種兩劑疫苗並實行疫苗護照，到2022年5月至7月，當大多市民已打第三針，到暑假就可以全面開放邊境。

#### 人道毀滅仓鼠事件所造成的爭議
2022年1月18日，銅鑼灣渣甸街寵物店「Little Boss」的23歲女售貨員，確診Delta，且感染源頭不明。其後香港大學微生物學系講座教授袁國勇表示，團隊在寵物店分離的病毒多了一個名為「D427G」的特殊突變，而捷克的病毒上面沒有檢測到這突變，這顯示寵物店發現的病毒可能是一個新的突變。雖然目前不能確定這個突變病毒是在倉鼠的體內產生後再傳染給人，但若不盡快阻止這種變異病毒在社區傳播，它可能會在香港、內地和海外蔓延，導致另一場災難。及後，漁農自然護理署表示會將寵物店及進口貨倉的倉鼠、龍貓等約二千隻動物悉數撲殺，並要求12月22日起曾購買倉鼠的市民交出寵物供漁護署毀滅；有市民表示因懼怕有法律後果而交出寵物，並引發棄養潮。袁國勇於18日大讚漁護署行動果斷明智，激起眾怒。袁國勇於1月19日在香港一個電台節目中表示，涉及的倉鼠原本可以避免人道毀滅，但香港的新冠疫苗接種率低，根據過往疫情經驗，只要有一宗感染個案走出社區引發超級傳播，就有機會導致過百名長者染疫死亡。袁國勇認為，目前香港進口的倉鼠可能在荷蘭感染，也有機會在抵港時感染。倉鼠之間可能出現隱性傳播，直至病毒量高至可傳人，導致寵物店員感染，再傳給其他人。他還說，漁護署表示沒能力及資源將倉鼠有效隔離、甚至為它們每日檢測；袁僅向飼養者表達「深表同情」，為政府辯護其「艱難」決定，指市民在情感影響下無法理解。袁其後亦發表文章，捍衛並繼續要求市民交出寵物供政府殺滅，並「建議」心理受創傷者尋求心理輔導，及後刪除其言論。

#### 倡輕症患者多喝水食必理痛
2022年2月11日，袁國勇表示，可考慮讓輕症或無徵狀感染者多喝水及服食必理痛，進行居家隔離治療，減輕醫療系統負擔。

## 其它名譽
- 英國皇家外科學院院士（格拉斯哥）[1]
- 英國皇家內科學院榮授院士（愛丁堡、倫敦及愛爾蘭）[1](網站沒說明是否榮譽)
- 英國皇家病理學院院士[1]
- 美國內科學會院士
- 美國傳染病學會院士
- 香港科學院創院院士
- 香港食物及環境衛生諮詢委員會委員
- 衛生署禽流感專家小組成員
- 中國工程院院士 (医药卫生学部)[1]

## 參與節目
- 2016年：《敢創．香港》[77]
- 2016年：《講清講楚》（受訪嘉賓）

## 個人生活
袁國勇已婚，沒有子嗣。雖然他是世界知名的傳染病學專家，但仍然保持低調，生活簡單。他喜歡在下班後聽電台節目，睡前及起床後都要打半小時太極。他的衣著及伙食，全由太太打點。

## 軼聞
- 袁國勇曾於節目《敢創．香港》中提到自己3歲時曾經因為患上肺炎而入住瑪麗醫院。當時他的母親因為覺得他會捱不過，所以不敢探望他。[來源請求]
- 由於自小到大體弱多病，他每天完成工作回家後，在睡覺前都會花半小時耍太極鍛鍊體魄。有時會聽區瑞強主持的電台節目。[79]
- 熱愛天文學的袁國勇說，偵查病毒有如瞻天觀星，遙望星空，星星只是一點點光，無法清楚看見，需要運用物理、化學和光學的知識，以望遠鏡分析它的運行軌迹，光度、顏色，從而認識該星球本身的進化，才能找到星星的位置。[80]